# Jon Aramburu
Jon Mikel Aramburu Mejías (ur. 23 lipca 2002 w Caracas) – wenezuelski piłkarz pochodzenia baskijskiego z obywatelstwem hiszpańskim występujący na pozycji bocznego lub środkowego obrońcy, reprezentant Wenezueli, od 2023 roku zawodnik hiszpańskiego Realu Sociedad.
Jego dziadkowie ze strony ojca pochodzą z Kraju Basków.